# روبرت روك
روبرت روك (بالإنجليزية: Robert Rock)‏ هو لاعب غولف بريطاني، ولد في 6 أبريل 1977 في Armitage ‏ في المملكة المتحدة.

## وصلات خارجية
- الموقع الرسمي
- روبرت روك على موقع رابطة أوروبا للاعبي الغولف المحترفين (الإنجليزية)
- روبرت روك على موقع التصنيف العالمي الرسمي للغولف (الإنجليزية)